# Yrsa Sigurðardóttir
Vilborg Yrsa Sigurðardóttir (født 24. august 1963) er en islandsk forfatter, som både skriver børnebøger og krimier. Hun debuterede som børnebogsforfatter i 1998 og som krimiforfatter i 2005 med bogen Det tredje tegn (på dansk 2006), der blev oversat til mere end 30 forskellige sprog. Bogen var den første i Thóra Gudmundsdóttir-serien, der omfatter seks bøger, hvoraf fem er oversat til dansk. Hendes krimier har vundet priser både på Island og internationalt. Udover krimiserier har Yrsa Sigurðardóttir også skrevet enkeltstående krimier, fx Kulde (2015), hvori det islandske vinterlandskab anvendes som stemningsskabende kulisse i fortællingen.
For sin krimi DNA vandt Yrsa Sigurðardóttir i 2016 Palle Rosenkrantz Prisen for årets udenlandske krimi.
Yrsa Sigurðardóttir arbejder desuden som civilingeniør, er gift og har to børn.

## Værker oversat til dansk

### Thóra Gudmundsdóttir-serien
- Det tredje tegn (2006)
- Den der graver en grav (2007)
- Aske (2009)
- Isblå spor (2011)

### Uden for serie
- Jeg skal huske dig (2013)
- Kulde (2015)
- Under sneen (2022)

### Freyja & Huldar-serien
- DNA (2016)
- Hævn (2017)
- Tilgivelse (2018)
- Vold (2019)
- Dukken (2020)
- Tavshed (2021)

## Øvrige værker (ikke oversat til dansk)

### Børnebøger
- Þar lágu Danir í því (1998)
- Við viljum jólin í júlí (1999)
- Barnapíubófinn, Búkolla og bókarránið (2000)
- B 10 (2001)
- Bíobörn (2003)

### Kriminalromaner

#### Thóra Gudmundsdóttir-serien
- Horfðu á mig (2009)
- Brakið (2011)

#### Udenfor serierne
- Lygi (2013)